# Aethiocarenus burmanicus
Aethiocarenus burmanicus — вимерлий вид комах, єдиний у ряді Aethiocarenodea. Описаний по зразку, що знайдений у шматочку бурштину в М'янмі.

## Опис
Опис комахи опублікував журнал Cretaceous Research: маленька безкрила самиця, яка, ймовірно, жила в корі дерев, харчувалася кліщами, черв'ячками і грибками.
Найбільш незвичним є те, що у комахи трикутна голова з випуклими очима. Це дозволяло комасі володіти кутом огляду практично у 180 градусів на кожне око. Комаха швидко бігала і могла бачити буквально все, що відбувається позаду себе. Залози на шиї комахи, швидше за все, виділяли секрет, що відлякував хижаків.